# Wöhrder Kirchhof
Wöhrder Kirchhof ist eine Wüstung im Gemeindegebiet der kreisfreien Stadt Nürnberg.

## Geographie
Die Einöde lag auf freier Flur auf einer Höhe von 313 m ü. NHN nördlich der Pegnitz. Das Ortszentrum von Wöhrd befand sich 700 Meter südwestlich.

## Geschichte
1521 erlaubte der Nürnberger Rat, Wöhrd den Friedhof außerhalb von Wöhrd anzulegen.
1529 wurde der Friedhof der St. Bartholomäuskirche verlegt. Der Bau der Kapelle an der Südwestecke erfolgte noch im selben Jahr. Das Totengräberhäuschen in der Mitte des Friedhofs stammt von 1662.
Gegen Ende des 18. Jahrhunderts bestand Wöhrder Kirchhof aus einem Anwesen. Das Hochgericht übte die Reichsstadt Nürnberg aus, was aber vom brandenburg-bayreuthischen Oberamt Baiersdorf bestritten wurde. Das nürnbergische Richteramt Wöhrd war Grundherr des Hauses.
Von 1797 bis 1810 unterstand der Ort dem Justiz- und Kammeramt Erlangen. Im Rahmen des Gemeindeedikts wurde Wöhrder Kirchhof dem 1813 gebildeten Steuerdistrikt Erlenstegen und der im selben Jahr gegründeten Ruralgemeinde Erlenstegen zugeordnet. Mit dem Zweiten Gemeindeedikt (1818) wurde Wöhrder Kirchhof in die neu gebildete Ruralgemeinde Rennweg umgemeindet. 1825 kam Wöhrder Kirchhof an die Munizipalgemeinde Wöhrd, die noch am 1. Oktober desselben Jahres nach Nürnberg eingemeindet wurde.

### Einwohnerentwicklung
| Jahr      | 001818 | 001824 |
| Einwohner | 8      | 18     |
| Häuser    | 2      | 1      |
| Quelle    | [ 8 ]  | [ 5 ]  |

## Religion
Wöhrder Kirchhof war seit der Reformation evangelisch-lutherisch geprägt und nach St. Bartholomäus gepfarrt.